# Witold Chomicz

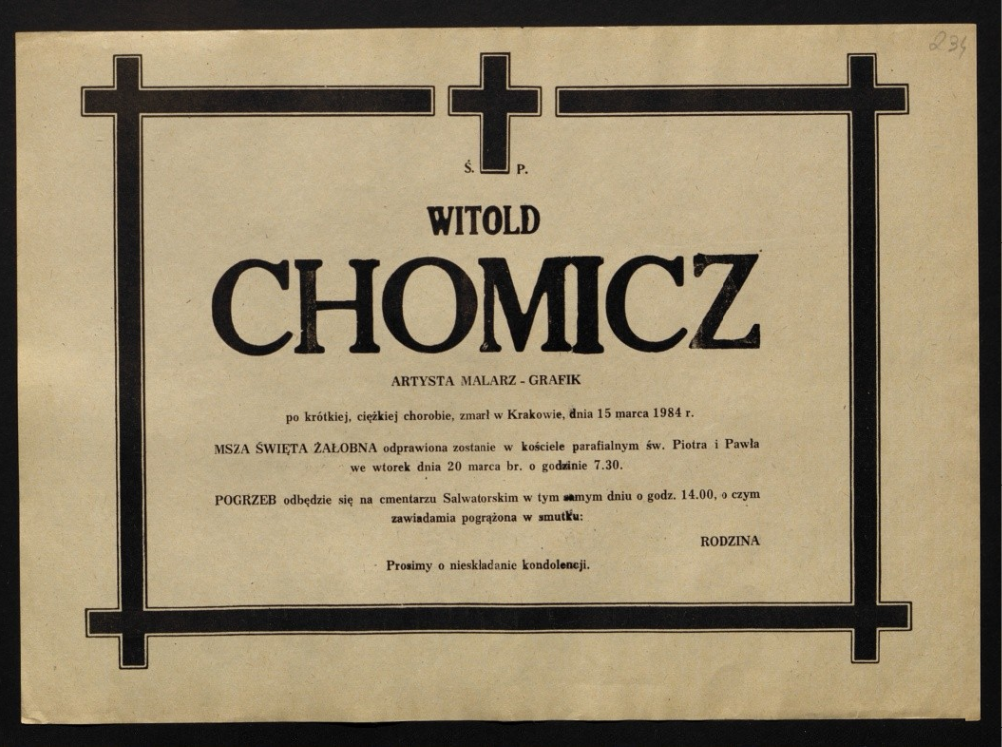
Klepsydra pośmiertna Witolda Chomicza, 1984

Witold Chomicz (ur. 1 listopada 1910 w Kijowie, zm. 15 marca 1984 w Krakowie) – polski malarz i grafik.

## Życiorys
Dzieciństwo spędził w Kijowie, skąd wraz z rodziną przeniósł się po wojnie polsko-bolszewickiej do Lublina w 1920. Został absolwentem tamtejszego Gimnazjum Męskiego im. Jana Zamoyskiego. Jeszcze jako gimnazjalista założył z kolegami grupę artystyczną „Elipsa”. Grupa, do której należeli też m.in. Henryk Donga, Jan Samuel Miklaszewski i Czesław Stefański, mimo że składała się z młodocianych artystów (Witold miał wówczas kilkanaście lat), była prawdopodobnie najbardziej awangardową formacją artystyczną w ówczesnym Lublinie. Jej członkowie inspirowali się kubizmem, futuryzmem i formizmem.
W 1927 osiadł na stałe w Krakowie, gdzie pobierał dalsze nauki. Kształcił się także w Warszawie i Pradze. Studiował w krakowskiej Szkole Sztuk Zdobniczych i od 1932 – warszawskiej Akademii Sztuk Pięknych. Jego nauczycielami akademickimi byli: Karol Tichy, Leonard Pękalski, Władysław Skoczylas i Edmund Bartłomiejczyk. Od 1934 już sam był wykładowcą – najpierw w Państwowym Instytucie Sztuk Plastycznych, a od 1950 – profesorem w krakowskiej Akademii Sztuk Pięknych. W okresie okupacji niemieckiej nauczał w Staatliche Kunstgewerbeschule Krakau od 1939 do 1943. Wykształcił m.in. wielu wybitnych iluminatorów.
Interesowała go przede wszystkim grafika użytkowa, głównie książkowa. Malował również obrazy olejne. Tworzył też drzeworyty i plakaty. Projektował witraże m.in. pięć prac pt. Złoty wiek kultury i nauki polskiej przeznaczonych dla auli Collegium Novum Uniwersytetu Jagiellońskiego w Krakowie. Był również autorem znaczków i kartek pocztowych. Inspirował się sztuką ludową, folklorem krakowskim i stylem art déco. Projektował stroje na coroczny pochód Lajkonika. Należał do składu jury konkursu szopek krakowskich. Był też bibliofilem. Za zasługi na tym polu Rycerski Zakon Bibliofilski nadał mu Order Białego Kruka. W 1977 w Muzeum Okręgowym w Białymstoku z okazji pięćdziesięciolecia pracy artystcznej zorganizowano mu benefisową wystawę pn. „Witold Chomicz – Malarstwo i grafika – Twórczość z lat 1927-1976”.
Zmarł po krótkiej i ciężkiej chorobie. Został pochowany na cmentarzu Salwatorskim w Krakowie.

## Życie prywatne
Jego rodzicami byli Leonard i Ewa z d. Święcka, stryjem zaś – Bolesław. Za żonę pojął Jarosławę z Włodygów – lekarkę, z którą miał syna Jaromira (1937–2015) – aktora i lalkarza.

## Twórczość

### Malarstwo
- Przemoc, 1925
- Ulica Jezuicka, 1927
- Autoportret młodzieńczy, 1928
- Wanda, 1935
- Portret żony, 1937
- Rękawka, 1954
- Polichromia Dworca Głównego PKP w Krakowie

### Grafika
- Lubelskie zaułki, 1923–1924 – teka linorytów
- Święta Rodzina • Józef, Maria i Dziecina, 1929
- Z szopką, lata 30. XX w.
- Przybieżeli od Betlejem pasterze..., 1931
- Lublin – Zamek w nocy, 1931
- Wjazd królewski na Wawel, 1933
- Madonna Zielna, 1934
- Trzej Królowie Monarchowie, 1938
- Pastorałka II, 1938
- Iluminacja Wieży Srebrnych Dzwonów na Wawelu, 1935
- Emaus – Opust na Zwierzyńcu, 1939
- Lajkonik, 1945
- Mury floriańskie w Krakowie w wieku XVIII, 1946
- Tryptyk krakowski, 1947
- Stare mury Lublina, 1984 – teka składająca się z dwunastu barwnych plansz, z których jedna została wykonana akwarelą, a pozostałe techniką mieszaną

### Plakaty
- Kraków • Miasto tradycji i zabytków, 1935 – wydrukowany w szesnastu wersjach językowych
- Dni Krakowa, 1938
- Lengyelország • Krakói hetek, 1939

### Znaczki i kartki pocztowe
- Dni Krakowa (seria), 1955
- Historyczne miasta polskie (seria), 1960
- Zabytkowe budowle miast polskich (seria kartek, Cp 178II–Cp 185A-B), 1960
- Mikołaj Kopernik 1473-1543 (kartka Cp 523I), 1972
- Maciej z Miechowa (kartka Cp 2018 ze znakiem opłaty A i widniejącym na nim niezrealizowanym projekcie witrażu z wizerunkiem Macieja Miechowity), 2023 – wydana pośmiertnie

## Upamiętnienie
Krakowskie Muzeum Narodowe w ramach cyklu „Graficy z Krakowa” otwarło w grudniu 2012 wystawę poświęconą jego twórczości. Z tej okazji nakładem MN ukazał się także album Witold Chomicz 1910–1984 (ISBN 978-83-7581-089-9), opracowany przez Magdalenę Laskowską. Artysta był bardzo zaangażowany w życie kulturalne Krakowa i tworzył dzieła nierozerwalnie związane z tym miastem i jego tradycjami.